# Phénotype économe
L'hypothèse du phénotype économe ou phénotype d'épargne,, ou parfois hypothèse de Barker (Barker's hypothesis), indique qu'une croissance fœtale réduite est fortement associée à un certain nombre d'états ou de maladies chroniques durant la vie. Cette susceptibilité accrue résulte des adaptations faites par le fœtus dans un environnement limité dans son apport en nutriments. Le phénotype économe est une composante de l'hypothèse de la programmation fœtale (en). Les maladies et états chroniques liées à un phénotype économe incluent les maladies coronarienne, les accidents vasculaires cérébraux, le diabète et l'hypertension.

## Définition et caractéristiques
« L'hypothèse du phénotype économe suggère que les adaptations métaboliques précoces aident à la survie de l'organisme en sélectionnant une trajectoire de croissance appropriée en réponse aux signaux environnementaux ». Le concept du phénotype économe est l'une des composantes de l'hypothèse de la programmation fœtale (en),. Les maladies et états chroniques associés à un phénotype économe comprennent les maladies coronariennes, les accidents vasculaires cérébraux, le diabète et l'hypertension. Un phénotype économe peut également entraîner des troubles auditifs.
Cette théorie est parfois appelée l'hypothèse de Barker, d'après le nom du professeur David James Purslove Barker (1938-2013), chercheur à l'université de Southampton et qui a publié ce concept en 1990,,,.

## Historique

### Premiers concepts et recherches
Le modèle proposé par Barker n'est le premier concept ayant été suggéré pour expliquer la relation entre une anomalie de la croissance et la taille fœtales et les risques de troubles pathologiques ultérieurs. Dans les années 1950, l'épidiomologiste Jørgen Pedersen (en) propose une thèse selon laquelle une surexposition précoce au glucose dans le milieu intra-utérin conduirait à une organomégalie ainsi qu'à un développement prénatal excessif prédisposant ainsi le fœtus à des symptômes diabétiques. En 1960, Priscilla White effectue des observations déterminantes sur la forte prévalence de la tolérance anormale au glucose chez les enfants conçus par des femmes présentant un diabète,. Un modèle de « génotype économe » a été proposé par le généticien américain James V. Neel en 1962,,,. Le modèle de Neel indique que le génotype économe permet « à l'organisme de préserver ses réserves énergétiques pour lutter contre les périodes de famine et de restriction alimentaire », expliquant ainsi que les populations de chasseurs-cueilleurs porteurs de ce gène auraient mieux résisté aux périodes de famine en stockant pendant les périodes d'abondance des réserves de graisse dans les tissus adipeux. Les recherches de Neel ont principalement été observées sur des personnes appartenant au peuple des Pimas. Les études de Neel ont été ultérieurement portées sur des populations micronésiennes et polynésiennes présentant un diabète de type 2. Ultérieurement, Pettitt met en évidence que la fréquence de l'obésité et du diabète de type II est plus importante chez les enfants dont les mères ont été atteintes du diabète durant leur grossesse. En 1972, Brook, en se basant sur la phase de différenciation des adipocytes survient en grande partie in utero, suggère que les influences affectant le fœtus durant cette étape pourraient le prédisposer à une obésité postérieure. Au début des années 1980, R. K. Freinkel, étend le concept de Neel en proposant l'implication de métabolites intermédiaires,. Ultérieurement, David J. Pettitt et ses collaborateurs proposent une corrélation entre l'obésité et le diabète de type II observés chez des enfants et le diabète affectant leurs mères durant leurs grossesses,.

### Protocole et recherches sur le phénotype économe
Une trentaine d'années après l'hypothèse suggérée par Neel, le modèle publié par Barker en 1990 généralise ce concept. Au début des années 1990, Barker, associé à C. Nicholas Hales, se sont intéressés aux relations existant entre les conditions de vie de groupes socio-économiques pauvres du Royaume-Uni et la fréquence de maladies chroniques observées au sein de ces populations. L'hypothèse de Barker a été établie d'après des recherches et études réalisées sur une période d'un an et portant sur une cohorte de 428 hommes originaires du comté du Hertfordshire (Angleterre de l'Est) et affectés d'une intolérance au glucose ou d'un diabète de type 2,. Ultérieurement, d'autres recherches ont été menées sur des cohortes présentant les mêmes pathologies. L'une de ces recherches a été réalisée sur une population d'hommes et de femmes nés durant l'hiver de la faim de 1944-1945 aux Pays-Bas. Les femmes ayant conçu ces personnes étaient, lors de cet événement, en état de sous-alimentation : leurs rations alimentaires quotidienne, au cours de leurs grossesses, étaient de l'ordre de 400 à 800 kilocalories,. Les tests de tolérance orale au glucose (TTOG) effectués sur cette population ont mis en évidence, passé un délai de deux heures, une forte concentration glycémique chez chacune de ces personnes, en particulier celles dont les mères avaient été touchées par la famine de 1944-1945 au cours de leurs trois derniers mois de grossesse,. Les recherches de Barker et Hales ont indiqué qu'un environnement intra-utérin pauvre en nutriments pourrait affecter la croissance d'organes vitaux — notamment celle du cerveau — et pourrait également conduire à une hypoplasie du pancréas endocrine résultant d'un déficit en cellules bêta pancréatiques,. Le modèle du phénotype économe indique également un lien entre un faible poids du nouveau-né et l'apparition d'un diabète de type II. Ces études ont montré que les adaptations consécutives en un milieu intra-utérin pauvre en nutriments entraînent un accroissement des chances de survie d'un fœtus par le biais d'un « développement parcimonieux du cerveau (en) ».

### Postériorité du concept de Barker
En 2007, Jonathan Wells inventorie et examine plusieurs concepts évolutifs, complémentaires ou concurrents, au modèle du phénotype économe de Barker. Puis, en 2008, R. Stöger propose l'hypothèse d'un épigénotype économe, un concept s'appuyant sur des arguments opposés au modèle de Neel,,. Bien qu'il ait été fortement controversé, le concept proposé par Barker est actuellement utilisé par de nombreux pédiatres afin de prévenir et diagnostiquer les troubles pathologiques fréquents (diabète, hypertension, maladies coronariennes) survenant à l'âge adulte,.

## Effets favorables

### Avantages pour le fœtus

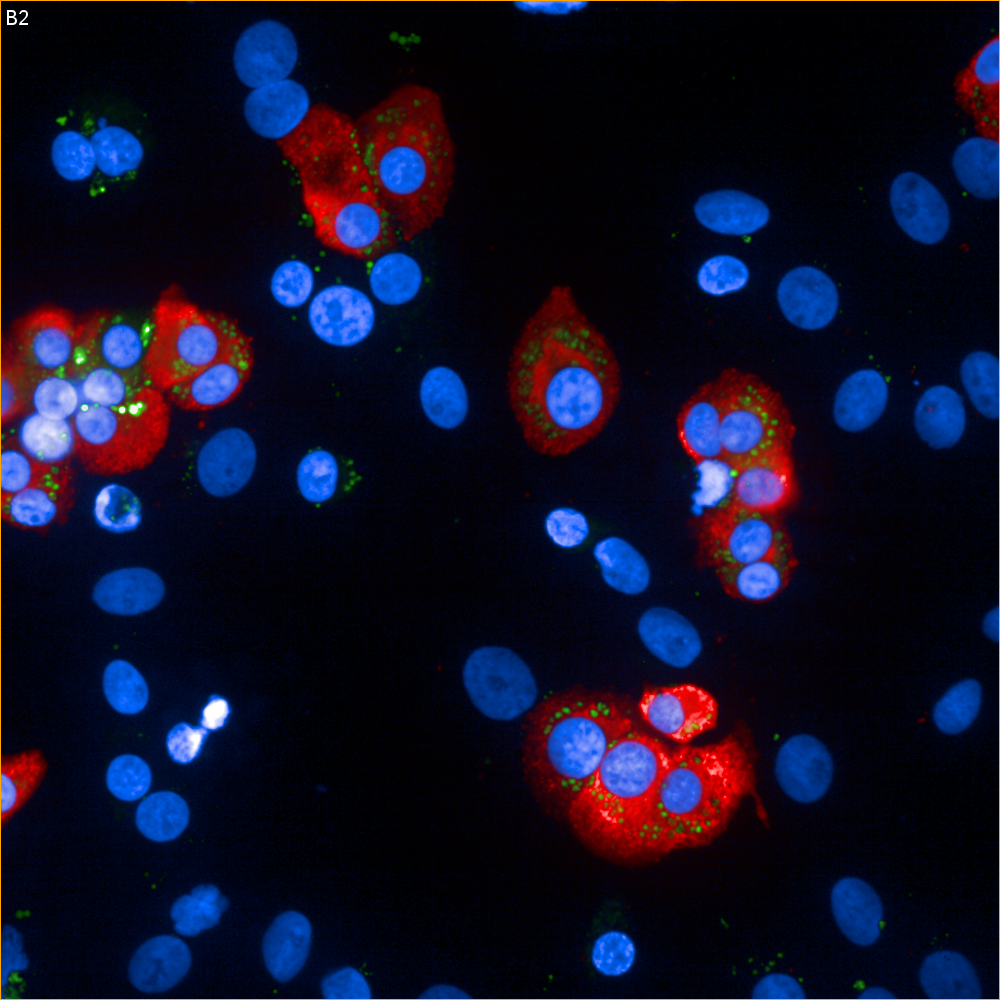
Cellules de type bêta.

Les partisans ou tenants de cette hypothèse suggèrent que dans les conditions nutritionnelles pauvres — ces déficits en apports nutritionnels impactent notamment des unités fonctionnelles et structurelles telles que les cellules pancréatiques de type β ; les néphrons et cardiomyocytes —, une femme enceinte peut modifier le développement de son enfant à naître de sorte qu'il sera préparé pour la survie dans un environnement dans lequel les ressources sont susceptibles d'être limitées, résultant en un phénotype économe,.
Récemment, certains scientifiques ont proposé que le phénotype économe pourrait probablement préparer l'organisme pour son environnement adulte à long terme,,,.

### Avantages pour la mère

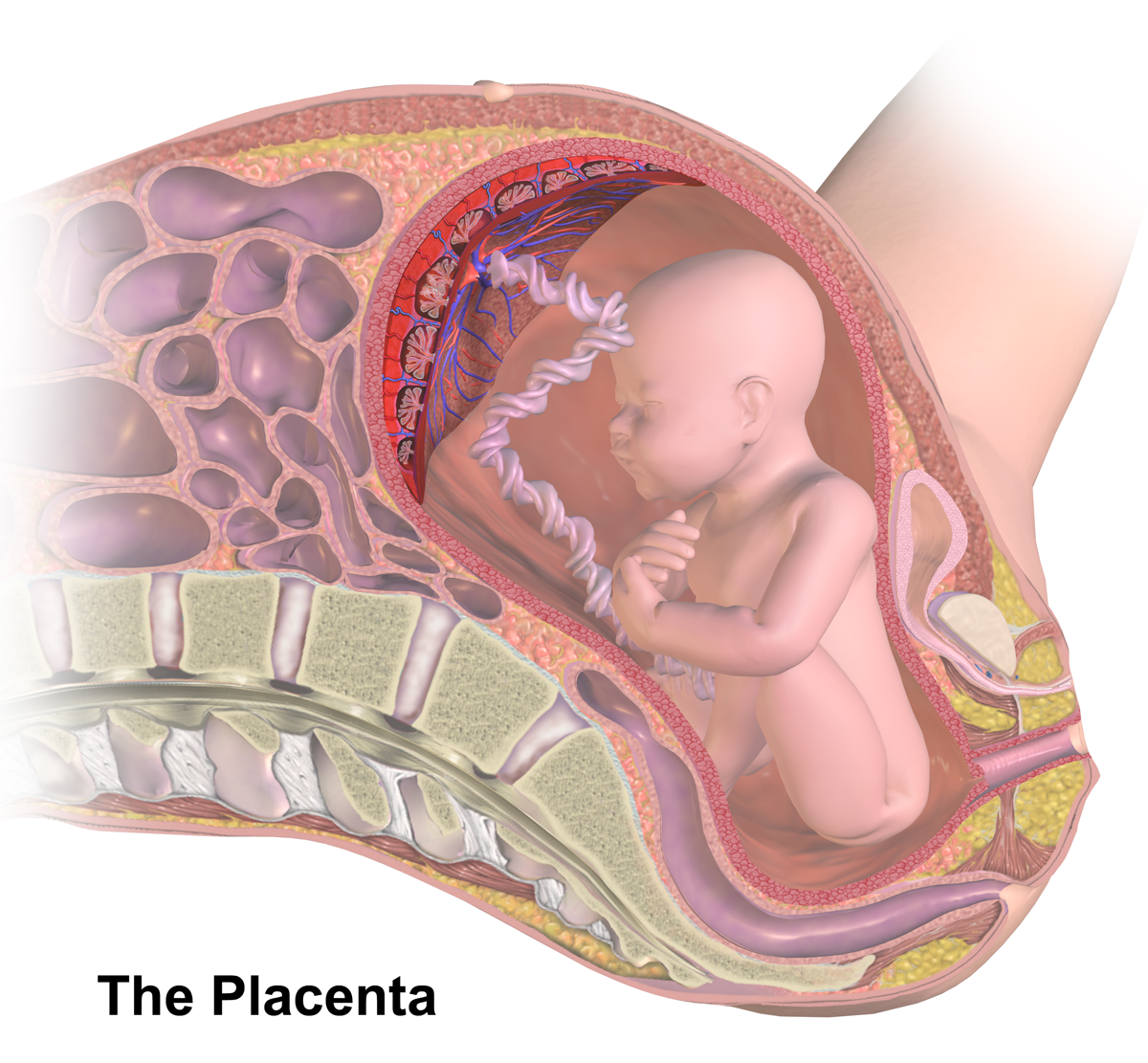
Fœtus au sein de son environnement placentaire.

Cependant, les changements environnementaux au début du développement peuvent faire en sorte que la trajectoire choisie devienne inappropriée, entraînant des effets néfastes sur la santé. Ce paradoxe génère des doutes quant à savoir si le phénotype économe est adaptatif pour la progéniture humaine. Ainsi, le phénotype économe doit être considéré comme la capacité de toute la progéniture à répondre aux signaux environnementaux au cours du développement ontogénétique précoce. Il a été suggéré que le phénotype économe est la conséquence de trois processus adaptatifs différents : les effets maternels, la construction de niche de cellules souches et la plasticité développementale (en), ces trois processus étant tous influencés par le cerveau, via la glande endocrine,. Tandis que la plasticité développementale démontre une adaptation par la progéniture, la construction de niche et les effets maternels sont le résultat des sélections parentales plutôt que de la forme physique de la progéniture. Par conséquent, le phénotype économe peut être décrit comme une manipulation du phénotype de la progéniture pour le bénéfice de la condition physique maternelle. L'information qui entre dans le phénotype de la progéniture au début du développement reflète l'expérience développementale de la mère et la qualité de l'environnement au cours de sa propre maturation plutôt que de prédire le futur possible de l'environnement du nourrisson,.

## Effets défavorables
De nombreuses maladies humaines apparaissant à l'âge adulte sont liées aux modes de croissance du début de la vie, ce qui détermine la nutrition prénatale comme mécanisme sous-jacent. Les individus ayant un phénotype économe auront, selon John Waterlow en 1990, puis Bateson et Martin en 1999 : « une taille corporelle plus petite, un taux métabolique réduit et un niveau réduit d'activité comportementale [...] des adaptations à un environnement qui manque chroniquement de nourriture » (« a smaller body size, a lowered metabolic rate and a reduced level of behavioural activity [...] adaptations to an environment that is chronically short of food »),,. Les individus ayant un phénotype économe et qui se développent dans un milieu intra-utérin riche en apports nutritionnels peuvent être plus sujets à des troubles métaboliques tels que l'obésité et le diabète de type 2,, alors que ceux qui ont reçu une prévision (programmation) maternelle positive seront adaptés à de bonnes conditions et à des régimes riches. Cette théorie, proposée et publiée par David Barker en 1991 est actuellement maintenant largement acceptée et constitue une source de préoccupation pour les sociétés de pays en développement marquées par la transition d'une malnutrition et d'une sous-alimentation vers de meilleures nutritions et alimentation,,.
Les facteurs de risque d'apparition et de développement d'un phénotype économe comprennent l'âge maternel avancé (en), et l'insuffisance utéroplacentaire (en).

## Mécanismes moléculaires et développementaux

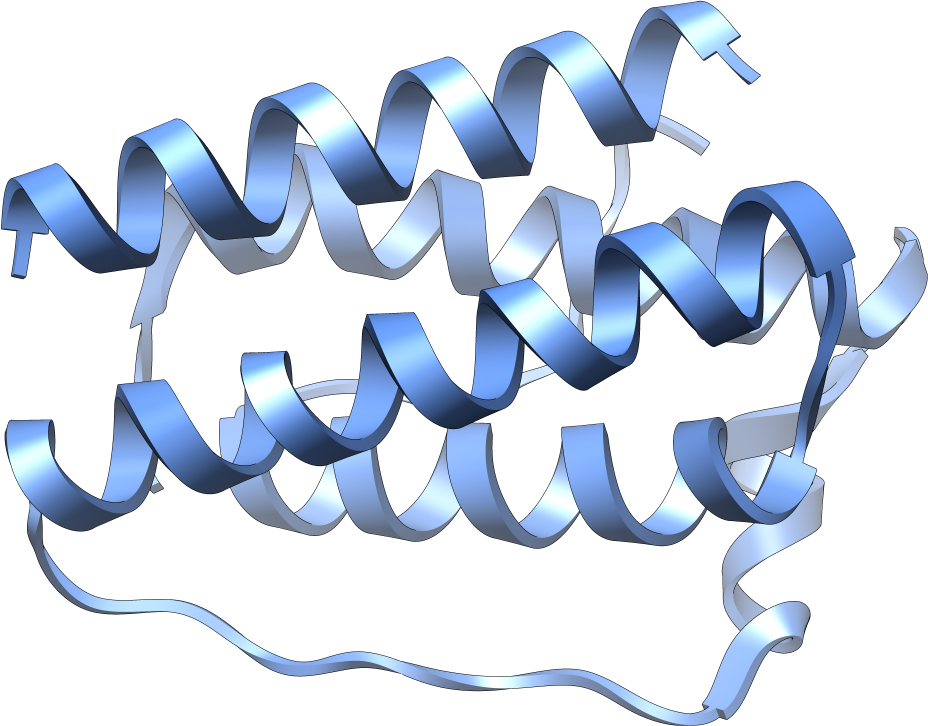
Structure de la leptine.

La capacité ou l'aptitude de conserver, d'acquérir et de dépenser de l'énergie semble indiquer un ancien trait inné qui est intégré dans le génome d'une manière qui conduit à protéger contre les mutations,. Il est également possible que ces changements peuvent être hérités d'une génération à l'autre,,,,. Ce mécanisme génétique héréditaire peut être appréhendé sous les termes de « diabète de type adulte chez le jeune » (MODY),. Le gène codant la leptine (hormone de la satiété) a été identifié comme étant possiblement l'unité génétique responsable dans l'acquisition de ces traits économes,,.
Sur une plus grande échelle anatomique, les mécanismes moléculaires sont largement causés par un environnement sous-optimal dans l'appareil reproducteur, ou par des adaptations physiologiques maternelles (en) durant la grossesse,,,.
D'autre part, pour préciser le mécanisme du phénotype économe, il est possible de l'expliquer par l'existence de certaines « fenêtres de développement clés » durant lesquelles les expositions « fixent » des systèmes physiologiques et peuvent ainsi entraîner à des états ou maladies chroniques apparaissant à long terme,. Ce modèle a été désigné sous les termes de « programmation environnementale ».